# Takoukout (Tanout)
Takoukout (auch: Takoukou, Takoukouté, Tatokou) ist ein Dorf in der Stadtgemeinde Tanout in Niger.

## Geographie

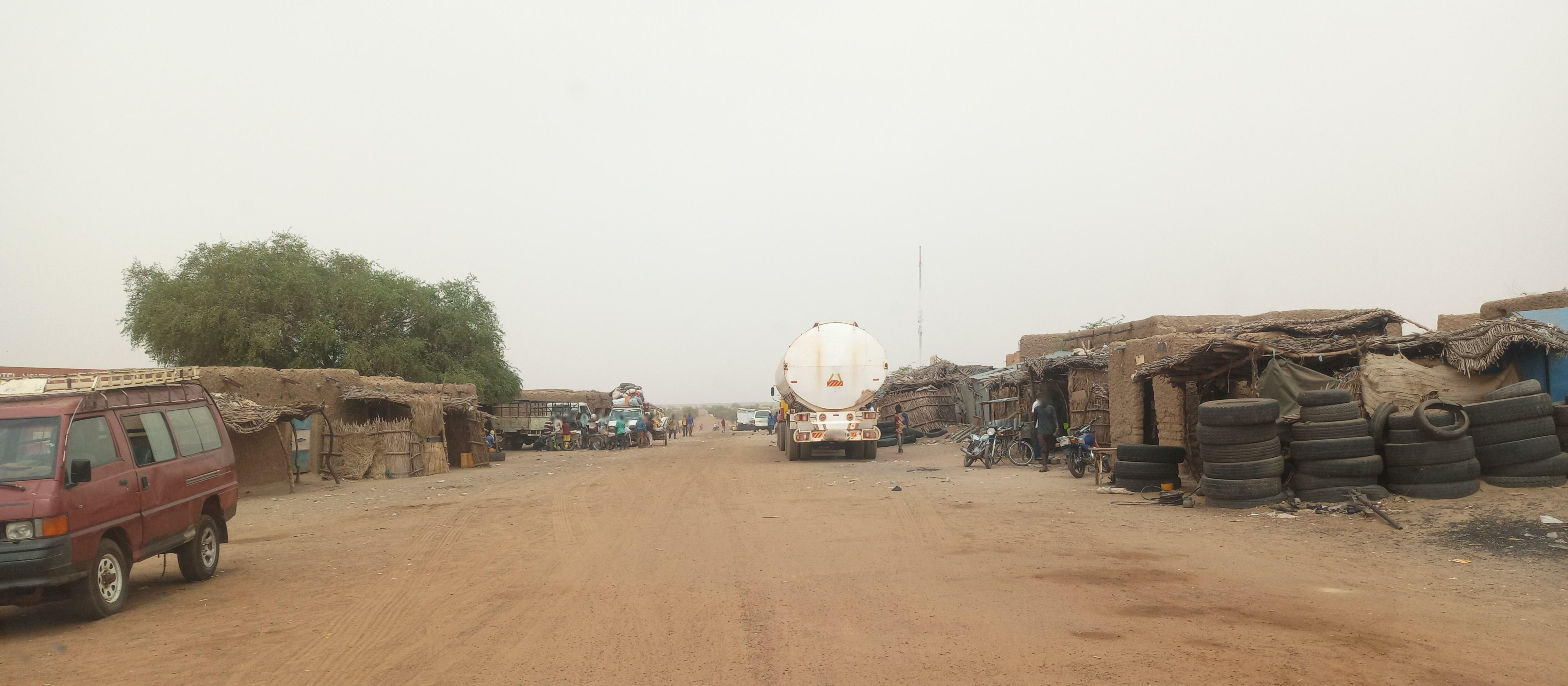
Straßenszene in Takoukout (2023)

Das Dorf befindet sich rund 37 Kilometer nordwestlich des urbanen Zentrums der Gemeinde Tanout, die zum gleichnamigen Departement Tanout in der Region Zinder gehört. Zu den Siedlungen in der näheren Umgebung von Takoukout zählen Djabtoji im Nordwesten, Tiggar im Nordosten und Gourbobo im Südwesten.
Takoukout ist Teil der Übergangszone zwischen Sahara und Sahel. Die durchschnittliche jährliche Niederschlagsmenge beträgt hier zwischen 200 und 300 mm.

## Geschichte
Die 429 Kilometer lange Piste zwischen den Städten Agadez und Zinder, die durch Takoukout führte, galt in den 1920er Jahren als einer der Hauptverkehrswege in der damaligen französischen Kolonie Niger. Zwischen Agadez und dem Ort Tanout war sie auf Kamele ausgerichtet. Um 1920 war Takoukout noch kein Dorf, sondern bezeichnete nur ein flaches Tal mit vielen grubenartigen Brunnen, die von nomadischen Tuareg mit ihren Rindern und Ziegen aufgesucht wurden. Während der französischen Kolonialzeit bildete der Ort außerdem eine übliche Etappe transhumanter Wodaabe-Viehzüchter in der Regenzeit.
Bei einem nach der Ernährungskrise von 2005 von der dänischen Sektion von CARE International von 2006 bis 2009 durchgeführten Projekt zur Vorbeugung und Bewältigung von Ernährungskrisen wurde in Takoukout wie in 50 weiteren Orten in Niger ein gemeinschaftliches Frühwarn- und Notfallsystem aufgebaut.

## Bevölkerung
Bei der Volkszählung 2012 hatte Takoukout 4135 Einwohner, die in 729 Haushalten lebten. Bei der Volkszählung 2001 betrug die Einwohnerzahl 2539 in 494 Haushalten und bei der Volkszählung 1988 belief sich die Einwohnerzahl auf 1904 in 411 Haushalten.
In der Siedlung leben Angehörige der Ethnie der Hausa. Es wird die Sprache Hausa gesprochen. Die Bevölkerungsdichte in diesem Gebiet ist mit 10 bis 20 Einwohnern je Quadratkilometer relativ gering.

## Wirtschaft und Infrastruktur

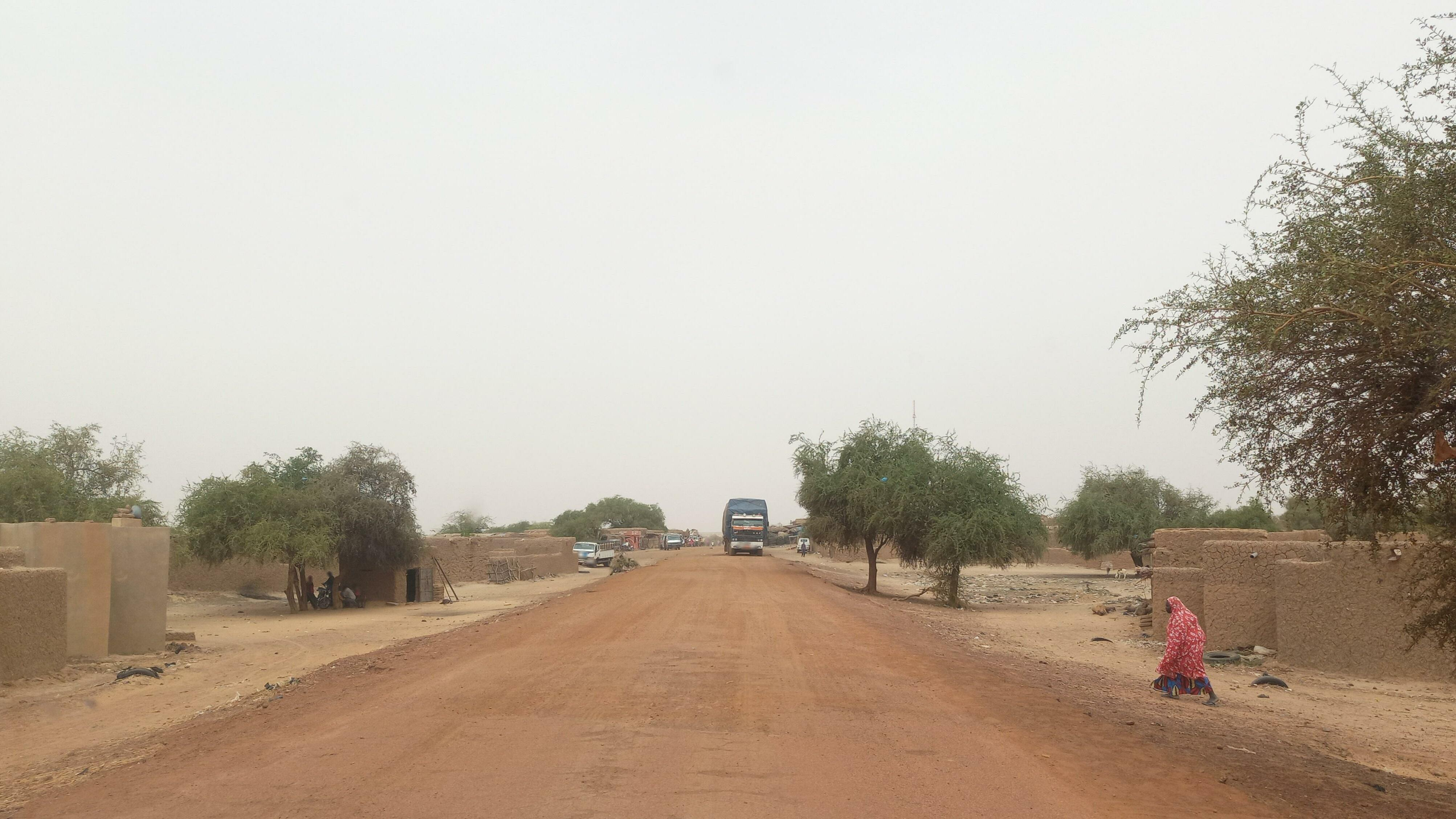
Nationalstraße 11 in Takoukout (2023)

Die Bevölkerung bestreitet ihren Lebensunterhalt hauptsächlich durch Ackerbau. Takoukout liegt in einem Gebiet des Übergangs zwischen der Naturweidewirtschaft des Nordens und dem Ackerbau des Südens, was zu Landnutzungskonflikten führt. Im Dorf wird ein Wochenmarkt abgehalten. Der Markttag ist Montag. Eine Getreidebank wurde in den 1980er Jahren etabliert. Mit einem Centre de Santé Intégré (CSI) ist ein Gesundheitszentrum vorhanden. Es gibt eine Schule. Die 980,9 Kilometer lange Nationalstraße 11 zwischen Algerien und Nigeria verläuft durch Takoukout. Im Ort zweigt die 12,74 Kilometer lange Route 726 nach Gourbobo ab. Es handelt sich um eine einfache Erdstraße.